# جيمس بيل (سياسي)
جيمس بيل (بالإنجليزية: James Bell)‏ هو نقابي وسياسي بريطاني (وحمل سابقاً جنسية المملكة المتحدة لبريطانيا العظمى وأيرلندا)، ولد في 27 أغسطس 1872 بدارلينغتون في المملكة المتحدة، وتوفي في 27 ديسمبر 1955 في المملكة المتحدة. حزبياً، نشط في حزب العمال. في الانتخابات العمومية البريطانية 1918 ‏، انتخب عضو برلمان المملكة المتحدة الـ31 عن دائرة Ormskirk (UK Parliament constituency) ‏ (14 ديسمبر 1918 – 26 أكتوبر 1922).